# Brian Blade
Brian Blade (Shreveport, 25 luglio 1970) è un batterista jazz statunitense.
Rinomato session man, è anche compositore e cantautore.

## Biografia
Figlio di Brady L. Blade, pastore di Shreveport per 22 anni, ha i primi contatti con la musica tramite il gospel. All'età di nove anni inizia lo studio del violino che però lascia in favore della batteria influenzato dal fratello maggiore Brady Blade, Jr., anch'egli batterista. Fu allievo di Dorsey Summerfield, Jr. durante le high school, periodo nel quale inizia ad ascoltare e ad appassionarsi al jazz. Arrivato ai 18 anni, Blade si trasferisce a New Orleans per studiare alla Loyola University, e nel periodo che va dal 1988 al 1993 studia e suona con alcuni tra i maggior musicisti operanti a New Orleans, tra i quali Ellis Marsalis e Harold Battiste. Il suo nome è legato alla lunga collaborazione con Joshua Redman oltre che con altri musicisti di fama internazionale dal calibro di Wayne Shorter (è membro stabile del suo quartetto dal 2000), Herbie Hancock, Kenny Garrett, John Patitucci, Joni Mitchell e, al di fuori del panorama jazz, Bob Dylan. Come leader, dal 1997 è attivo con i The Fellowship Band (Jon Cowherd, pianoforte, Myron Walden e Melvin Butler, sassofoni, Chris Thomas, contrabbasso, Kurt Rosenwinkel, chitarra) con i quali ha pubblicato 4 album, mentre nel 2009 pubblica il suo primo lavoro discografico come cantautore dal titolo Mama Rosa.

## Discografia parziale
- Brian Blade Fellowship (Blue Note, 1998)
- Perceptual (Blue Note, 2000)
- Season of changes (Verve, 2008)
- Mama Rosa (Verve Forecast, 2009)
- Landmarks (Blue Note, 2014)
- Body and shadow (Blue Note, 2017)